# Marcus Vetter

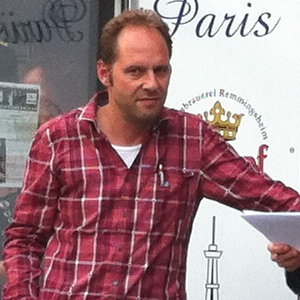
Marcus Vetter (2011)

Marcus Attila Vetter (* 1967 in Stuttgart) ist ein deutscher Dokumentarfilmer, mehrfacher Grimme-Preisträger und Mitglied der Deutschen Filmakademie.

## Leben
Marcus Vetter ist Sohn einer deutschen Mutter und eines türkischen Vaters. Nach Studien in Worms, Buenos Aires und Madrid (unter anderem mit dem Schwerpunkt European Business Management mit Diplom 1991) begann Vetter als Volontär bei der Produktionsgesellschaft Bavaria Film in München zu arbeiten und diplomierte 1994 nach einem Aufbaustudium in Medienwissenschaft und -praxis an der Universität Tübingen.
Ab 1994 arbeitete er als freier Redakteur, Autor, Schnittmeister und Regisseur beim SDR in Stuttgart tätig, wechselte er 1998 zum SWR in Baden-Baden, um als freier Dokumentarfilmautor für Kultur und Gesellschaft zu arbeiten. Seit 1997 realisiert er auch eigene Filmprojekte als Regisseur und Produzent.
Vetters TV-Dokumentation Der Tunnel (1999) erhielt den Grimme-Preis. Zum zweiten Mal erhielt Vetter den Grimme-Preis gemeinsam mit Dominik Wessely für seinen Film Wo das Geld wächst (2000) und erneut für Broadway Bruchsal (2001).
In seiner autobiografischen Filmdokumentation Mein Vater, der Türke (2006) begegnete Vetter seinem Vater wieder, den er zuvor nur einmal in seinem Leben, im Alter von sieben Jahren, gesehen hatte. 2007 kam sein zusammen mit Stefan Tolz gedrehter Dokumentarfilm Traders’ Dreams – Eine Reise in die eBay-Welt, eine globale Reportage über das Phänomen eBay, in die deutschen Kinos.
Nach Fertigstellung seines Kinodokumentarfilms Das Herz von Jenin (2008) über den Palästinenser Ismail Khatib gründete Vetter den Verein Cinema Jenin e. V., der es sich zum Ziel gesetzt hat, das seit 1987 geschlossene Kino in Dschenin im Westjordanland wiederaufzubauen. Ab 2008 reiste Vetter regelmäßig nach Dschenin, um das Projekt voranzubringen; zugleich drehte er einen Film über das Projekt, der 2012 vorgestellt wurde. Außerdem drehte er den SWR-Dokumentarfilm Hunger (2009). In The Court (2013) porträtierte er den Internationalen Strafgerichtshofs in Den Haag und dessen Chefankläger Luis Moreno Ocampo. In The Forecaster (2015) dokumentierte er zusammen mit Karin Steinberger den Werdegang von Martin A. Armstrong, der Anfang der Achtzigerjahre ein Computermodell zur Vorhersage von Wendepunkten in der Weltwirtschaft entwickelt hatte.

## Filmografie
- 1999: Ein Schweinegeld (TV-Dokumentation)
- 1999: Der Tunnel (TV-Dokumentation)
- 2000: Wo das Geld wächst – Die EM.TV Story (TV-Dokumentation)
- 2001: Broadway Bruchsal (TV-Dokumentation)
- 2002: Kriegsspiele – Das Computerspiel Counterstrike (TV-Dokumentation)
- 2003: Die Schlacht um Brukman (Dokumentarfilm)
- 2004: Von Null auf 42 (TV-Dokumentation)
- 2006: Mein Vater, der Türke (TV-Dokumentation)
- 2006: Die Unzerbrechlichen (Dokumentarfilm)
- 2007: Traders’ Dreams – Eine Reise in die eBay-Welt (Dokumentarfilm)
- 2008: Das Herz von Jenin (Dokumentarfilm)
- 2009: Wide Angle (TV-Dokumentation)
- 2009: Hunger (Dokumentarfilm)
- 2012: Cinema Jenin – Die Geschichte eines Traums (Dokumentarfilm)
- 2013: The International Criminal Court (Dokumentarfilm)
- 2014: The Forecaster, Die Geschichte von Martin Armstrong (Dokumentarfilm) (Deutscher TV-Titel: Der Pi-Code)
- 2016: Das Versprechen (Dokumentarfilm)
- 2019: Das Forum (Dokumentarfilm)

## Auszeichnungen (Auswahl)
- Adolf-Grimme-Preis 2000 für Der Tunnel
- Deutscher Fernsehpreis 2000 für Der Tunnel
- Adolf-Grimme-Preis 2001 für Wo das Geld wächst – die EM.TV-Story
- Ernst-Schneider-Preis 2001 für Wo das Geld wächst – die EM.TV-Story
- Axel-Springer-Preis 2000 für ...ein Schweinegeld! Daytrader beim Börsenroulette
- Adolf-Grimme-Preis 2002 für Broadway Bruchsal
- Ludwig Erhard Preis[5] für … ein Schweinegeld! Daytrader beim Börsenroulette
- Adolf-Grimme-Sonderpreis des Landes Nordrhein-Westfalen 2002 für Broadway Bruchsal
- Prix Europa 2006 für Mein Vater, der Türke
- Golden Gate  Award 2006 für Mein Vater, der Türke
- Deutscher Filmpreis 2010 für Das Herz von Jenin
- Robert-Geisendörfer-Preis 2011 zusammen mit Karin Steinberger für Hunger